# Gau de Saxònia
El Gau de Saxònia (Gau Sachsen) va ser una divisió administrativa de l'Alemanya nazi de 1933 a 1945 a l'Estat Lliure de Saxònia. Abans d'això, de 1925 a 1933, era la subdivisió regional del partit nazi en aquesta zona.
El sistema nazi de Gau (en plural Gaue) va ser establert originalment en una conferència del partit, el 22 de maig de 1926, per tal de millorar l'administració de l'estructura del partit. A partir de 1933, després de la presa de poder nazi, els Gaue van reemplaçar cada vegada més els estats alemanys com a subdivisions administratives.
Al capdavant de cada Gau es va situar un Gauleiter, una posició cada vegada més poderosa, especialment després de l'esclat de la Segona Guerra Mundial, amb poca interferència des de dalt. El Gauleiter local sovint ocupava càrrecs governamentals i de partit, i s'encarregava, entre altres coses, de la propaganda i la vigilància i, a partir de setembre de 1944, el Volkssturm i la defensa de la Gau.
La posició de Gauleiter a Saxònia va ser ocupada per Martin Mutschmann de 1925 a 1945. Mutschmann, una figura poderosa de l'Alemanya nazi i ben connectada amb Adolf Hitler, va ser arrestat per la policia alemanya poc després de la guerra i lliurat a la Unió Soviètica, on va ser executat el 30 de gener de 1947.

## Gauleiter
- 1925-1945: Martin Mutschmann